# Saos
Der Saos (griechisch Σάος (m. sg.)) ist eine Bergreihe auf Samothraki mit einer Höhe von 1611 m. Er wird auch Fengari (gr. Φεγγάρι ‚Mond‘) genannt.
Vom Fengari aus soll der griechische Meeresgott Poseidon laut Homers Ilias die Schlacht um Troja beobachtet haben. Tatsächlich kann man vom Gipfel aus bei guter Sicht bis weit nach Kleinasien hineinsehen.
Wanderfeste Touristen können den Fengari in einer Tagestour besteigen – eine Besteigung, die man in Therma auf Höhe des Meeresspiegels beginnen und am höchsten Punkt abschließen kann.